# Amazon Breakthrough Novel Award
Amazon Breakthrough Novel Award（ABNA）はかつて行われていた小説コンテスト。Amazon.com、ペンギン・グループ、ヒューレット・パッカード(HP)、CreateSpace及びBookSurgeがコンテストを支援しており、未知または未出版の著者による原稿をプロモート・出版するために行われた。最初の受賞は2008年に行われたが、2015年にアマゾンは今後賞を開催しないとし、その代わりKindleスカウトプログラムに注力すると発表した。

## コンテンストの判定プロセス
初期の応募期間が終了した後、コンテストは5回戦にわけて行われる。
- 1回戦:各コンテスト参加者は自身の小説に関して短い宣伝を提出しなければならない。アマゾンの編集者が宣伝の質と力強さ、オリジナリティを判断し選ぶ。編集者は各カテゴリーから最大1000の宣伝を2回戦に進出させる
- 2回戦: 各小説から抜粋したものがアマゾン編集者とトップレビュワーによって読まれ、レビューと評価がなされる。彼らは全体の力強さ、散文、スタイル、構想、仕掛け及び抜粋のオリジナリティに基づいて1(悪い)～5(素晴らしい)までの基準で判断する。両カテゴリーから250の小説が選ばれ、準々決勝に進出する
- 準々決勝: 準々決勝ではパブリッシャーズ・ウィークリーのレビュワーが各カテゴリーから準決勝に進むトップ50作品を選ぶ
- 準決勝:この回ではトップ50の作品は出版会社のペンギンが選んだ審査員団によって判断され、3作品が決勝に進出できる。
- 決勝戦: この回の期間中にアマゾンの顧客が作品に投票するために各カテゴリーのトップ作品の抄録がAmazon Breakthrough Novel Awardのメインページにリンクと共に投稿される。各参加者は「少なくとも一人の著名の作家、一人のエージェント、一人の編集者」で構成される著名人のパネルからレビューを貰える[3]。コンテストの受賞者はアマゾンが指定した都市で行われる受賞セレモニーで発表される。

## 2008年のコンペティション
2007年にアマゾンはブレイクスルー・ノベル・アワードを導入した。最初のコンペティションは2007年下旬に始まり、2008年の早期に終了した。最大で5000の原稿がコンテンスト期間中に受領された。コンテストの応募期間は2007年10月1日から2007年11月7日までであった。2008年の1月中旬に最大836人の著者が準決勝者として選ばれ、パブリッシャー・ウィークからの原稿の要約レビューを得ることができ、2008年2月19日には100人の準決勝者の原稿がペンギンの編集者達によって読まれた。
2008年3月3日にトップ10のファイナリストが発表された。全員がHPからの賞品とブックサージからの自費出版パッケージを得た。
- ジェニファー・コルト『The Hellraiser of Hollywood Hills』
- ニコール・R・ディクソン『Casting Off』
- ハリー・ドラン『Bad Things Happen』
- エリカ・エイスドルファー『The Wet Nurse's Tale』
- マーガレット・エアハルト『The Butterflies of Grand Canyon』
- カレン・ロージェル『Ring of Lies』
- ビル・ロエフェルム『Fresh Kills』
- ランドール・ルース『Motherless Children』
- ドワイト・オキタ『The Prospect of My Arrival』
- ジョン・リング『Wrecking Civilization Before Lunch』

アマゾンの顧客は受賞作品を選ぶために投票した。トップ3の作品の著者はニューヨークへの旅行が提供された。2008年4月7日、『Fresh Kills』のビル・ロエフェルムが最初のAmazon Breakthrough Novel Awardの受賞者として発表された。ロエフェルムはHP提供の高額商品とペンギンとの出版契約の前金2万5000ドルを獲得した。

## 2009年のコンペティション
2008年の下旬、アマゾンは2009年のAmazon Breakthrough Novel Awardのエントリー受付を始めた。今年の審査員としてスー・グラフトン、スー・モンク・キッド、バーニー・カープフィンガー及びイーロン・ドランが発表された。ファイナリストは2009年5月15日に発表された。
ファイナリスト
- ジェームズ・キング『Bill Warrington's Last Chance』
- ブランディ・リン・ライダー『In Malice, Quite Close』
- イアン・ギブソン『Stuff of Legends』

2009年5月27日、『Bill Warrington's Last Chance』のジェームズ・キングが今年のコンテンストの受賞者として発表された。キングは2万5000ドルの前金を含む出版契約を得た。『Bill Warrington's Last Chance』はペンギン・グループのインプリントである「バイキング」から出版された。
ニューヨークタイムズのベストセラーの著者のスー・グラフトンは受賞作品について「この本が読書とは何で、良い本とは何かを示した」と述べた。

## 2010年のコンペティション
2010年1月25日、アマゾンは2010年の参加受付を始めた。アマゾンは2010年のコンペティションでは青少年向けと総合フィクションの2つのカテゴリーで表彰するとした。同社はまた各カテゴリーのファイナリストを3人にまで制限し、合計で6人になるようにした。応募受付数の上限を2008年の2倍の1万件に上げるなど他の変更も行った。
2010年5月25日に2010年のコンペティションのファイナリスト6名が発表され、アマゾンの顧客は各カテゴリーの受賞者を投票した。
青少年向けフィクション
- エイミー・アクリー『Sign Language』
- アレックス・エアデール『Service of the Crown』 (その後『The Cadet of Tildor』と名称を変更し、「アレックス・ライデル」の名前で出版された)
- アリソン・スチュワート『Days Like This』

総合フィクション
- ジェニファー・ハンドフォード『Fortune Cookies』(その後『Daughters for a Time』とタイトル変更)
- パトリシア・マカードル『Farishta』
- ジョニー・ショウ『Dove Season』  (その後Amazon Encoreから販売)

2010年6月14日、アマゾンは2010年のコンペティションの受賞者を『Farishta』のパトリシア・マクアードルと『Sign Language』のエイミー・アクリーが各カテゴリの受賞者だと発表し、両者はペンギンとの出版契約と最初の本の前金として1万5000ドルを得た。

## 2011年のコンペティション
2011年1月25日にアマゾンは再びコンペティション応募受付と2011年の2月から6月に渡って排除プロセスを行った。2011年5月26日に6名のファイナリストが発表され、2011年6月15日に受賞者が発表された。ジル・バグチンスキーの『Spookygirl』が青少年向けフィクションで受賞し、グレゴリー・ヒルの『East of Denver』が総合フィクションで受賞した
青少年向けフィクション
- ジル・バグチンスキー『Spookygirl』
- カーラ・バートランド『Lost in Thought』
- リチャード・ラーソン『Devolution』

総合フィクション
- グレゴリー・ヒル『East of Denver』
- ルシアン・モーガン『Dog Christ』
- フィリス・T.スミス『I Am Livia』

## 2012年のコンペティション
2011年の下旬にアマゾンとペンギン・グループは2012年のAmazon Breakthrough Novel Awardの詳細を発表し、排除ラウンドは過去と同様だとした。過去の受賞者は全員アメリカ合衆国に居住していたが2012年のコンテンストは世界から応募を受け付けるとした。
2012年の5月22日に2012年のコンペティションの6人のファイナリストが発表された。6月17日に受賞者が発表され、アラン・アベニルが総合文学で受賞し、レジーナ・シロイスが青少年向けフィクションで受賞した。
総合文学
- アラン・アベリル『The Beautiful Land』
- チャールズ・ケリー『Grace Humiston and the Vanishing』
- ブライアン・リーブス『A Chant of Love and Lamentation』

青少年向けフィクション
- カサンドラ・グリフィン『Dreamcatchers』
- レベッカ・フィリップス『Out of Nowhere』
- レジーナ・シロイス『On Little Wings』

## 2013年のコンペティション
2012年12月、アマゾンは2013年のコンペティションの詳細を発表した。1万件までの応募から始まり、排除していくプロセスは昨年と同様であり、終わりまでに計5回戦行われオンライン投票を通じて受賞者が発表された。ファイナリストは以下の通り:
総合文学
ケン・モラフ『It Happened in Wisconsin』
青少年向けフィクション
ライサ・ウォーカー『Timebound』 
ロマンス
エヴェリン・プライス『A Man Above Reproach』
ミステリー・スリラー
ジョー・チューマス『The Hidden』
サイエンスフィクション・ファンタジー・ホラー
J・リンカーン・フェン『Poe』
2013年6月5日、ワシントン州シアトルの大会で、アマゾンはリサ・ウォーカーの『Timebound』が2013年のAmazon Breakthrough Novel Awardを受賞したと発表した。ウォーカーはスカイスケープ・パブリッシングとの契約と前金5万ドルを獲得した。1月17日にアマゾンは第7回目のAmazon Breakthrough Novel Awardは2014年2月16日から応募受付開始されると発表した。

## 2014年のコンペティション
2014年1月に、アマゾンは2014年のコンペティションの詳細を発表した。コンテストは2014年の2月16日の日曜日に応募受付を開始し、受付締め切りは同年3月2日までとされた。著者は「総合フィクション」「ミステリー/スリラー」「ロマンス」「サイエンスフィクション/ファンタジー/ホラー」「青少年向けフィクション」の5カテゴリーの一つに作品を応募できた。
アマゾン・パブリッシングは2014年の3月18日にコンペティションの第二回戦に進んだと発表しており、1万エントリーの約20%で5カテゴリーの各400作品が第二回戦に進んだ。2014年4月16日、アマゾン・パブリッシングは5カテゴリーの各100作品、合計500作品が準々決勝に進んだと発表した。パブリッシャー・ウィークリーのレビュワーが準決勝に進む5カテゴリーの各5作品 (計25作品) を選んだ。
ファイナリストは5カテゴリーからそれぞれ選ばれた。5人のファイナリストの内の受賞者はアマゾン・パブリッシングとの交渉権ありの契約と5万ドルの前金を得る。他の4人のファイナリストもアマゾン・パブリッシングとの交渉権なしの契約と前金として1万5000ドルを受け取る。
ファイナリストは以下の通り:
総合フィクション
フローラ・J.ソロモン『A Pledge of Silence』
ミステリー・スリラー
D.M.ピューリー『The Dead Key』
ロマンス
ノルマ・ダーシー『The Bluestocking and the Rake』
サイエンスフィクション・ファンタジー・ホラー
チャック・グロサート『The Mengele Effect』 (『The Gemini Effect』にタイトル変更)
青少年向けフィクション
キャリー・アンナ・ノーブル『Seashell, Stork and Apple Tree』 (『The Mermaid's Sister』にタイトル変更)
2014年7月21日、D.M.ピューリーの『The Dead Key』が2014年のAmazon Breakthrough Novel Awardを受賞したと発表した。